# Iron and Steel Holding and Rationalization Agency
Die Iron and Steel Holding and Rationalization Agency war eine von 1953 bis 1967 bestehende staatliche Holdinggesellschaft in Großbritannien, deren Geschäftszweck die Reprivatisierung der 1951 unter der Labour-Regierung von Premierminister Clement Attlee 1951 verstaatlichten und seitdem in der Iron and Steel Corporation of Great Britain zusammengefassten Eisen- und Stahlindustrie war.
Nachdem die Conservative Party bei der Unterhauswahl im Oktober 1951 die Mehrheit im House of Commons gewonnen und unter Winston Churchill die Regierung übernommen hatte, wurde die Verstaatlichung der Stahlindustrie wieder rückgängig gemacht. Auf der Grundlage des „Iron and Steel Act von 1953“ wurde die Iron and Steel Holding and Rationalization Agency gebildet, die die erst zwei Jahre zuvor verstaatlichten Betriebe wieder privatisieren sollte. Die Iron and Steel Corporation of Great Britain verlor damit ihre Daseinsberechtigung und wurde am 13. August 1953 liquidiert. 
Von den insgesamt 62 Unternehmen, die die Agency 1953 übernahm, befanden sich Ende September 1958 noch 12 mit einem Gesamtwert von £ 89 Millionen in staatlichem Besitz. 1963 war Richard Thomas and Baldwins, mit 20 Tochterfirmen und insgesamt 25.000 Arbeitern und Angestellten, das einzige noch in Staatsbesitz verbliebene Unternehmen der Stahlindustrie. Für dessen Privatisierung fand sich auch bis 1967 kein Interessent.
Die Iron and Steel Holding and Rationalization Agency wurde 1967 aufgelöst, als die Labour-Regierung unter Harold Wilson die Stahlindustrie erneut verstaatlichte und dazu am 28. Juli 1967 auf der Basis des am 22. März 1967 verabschiedeten „Iron and Steel Act von 1967“ die 14 größten Unternehmen mit zusammen rund neunzig Prozent der britischen Stahlproduktion und 268.500 Arbeitern und Angestellten unter dem Dach der neugebildeten British Steel Corporation (BSC) zusammenfasste. Auch die seit 1951 in staatlichem Besitz verbliebene Richard Thomas and Baldwins ging in der BSC auf.